# Marve Island

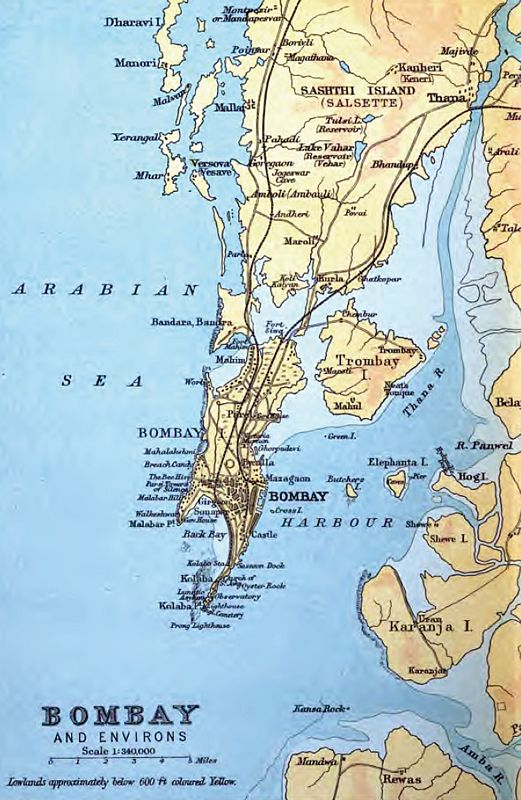
Karta från 1893 över Bombay där Marve Island finns med.

Marve Island är en tidigare ö som låg väster om Salsetteön, i närheten av Bombay, i Indien. Den är numera en del av Salsetteön. 
Marve Island förblev egen ö, åtskild från Salsetteön åtminstone fram till 1808. I tidningen ”Gazetteer of Thana” kunde man 1882 läsa att det blivit möjligt att vandra mellan öarna vid lågvatten. När strandlinjen utgrundats ytterligare byggdes en väg som förband Marve med fastlandet och via en bro även Madh Island.